# Elberberger Türmchen

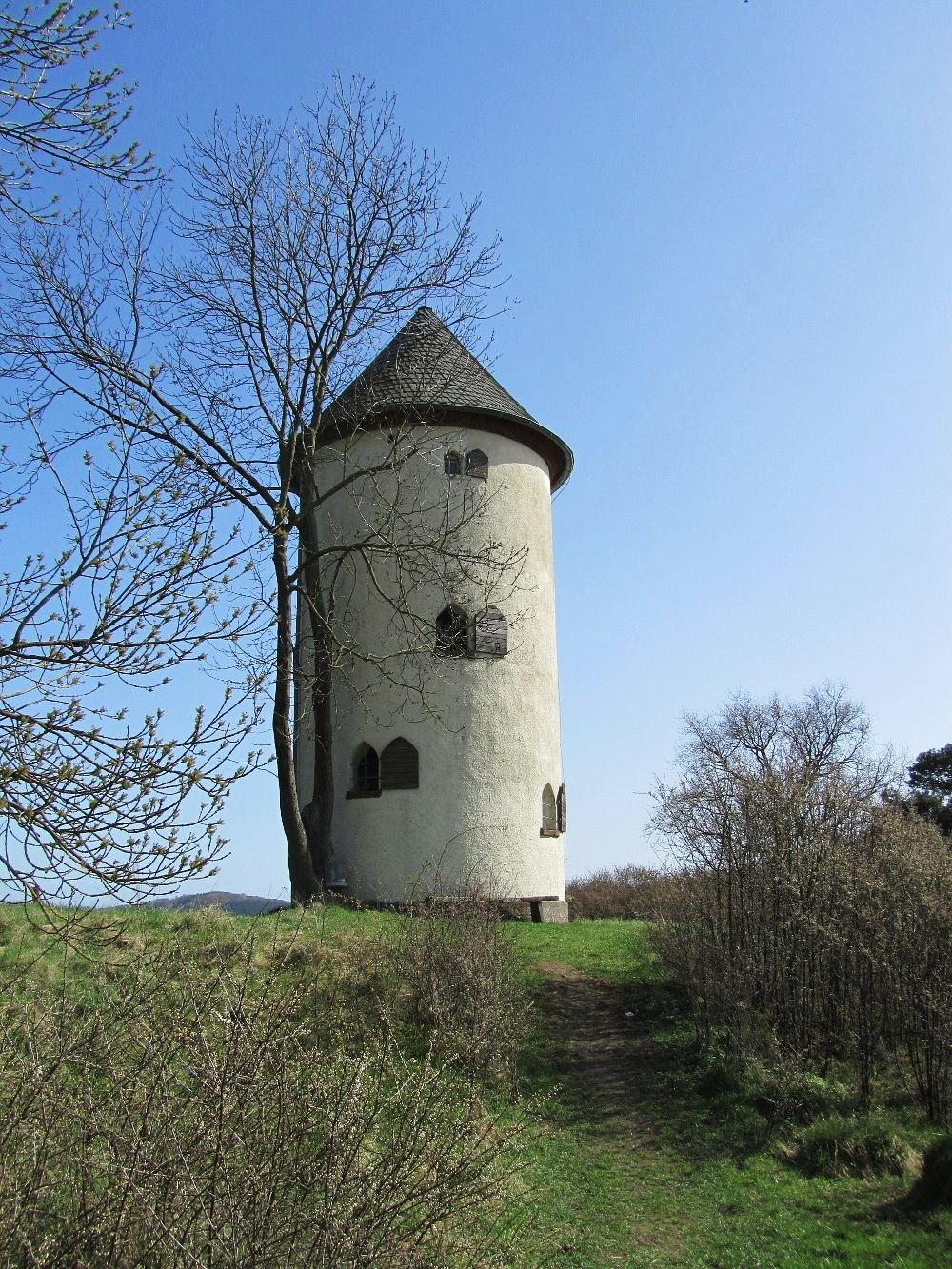
Das Elberberger Türmchen (2011)

Das Elberberger Türmchen ist ein heute als Aussichtsturm genutzter ehemaliger Wachturm bei Elbenberg, einem südöstlichen Stadtteil von Naumburg im Landkreis Kassel, Hessen.

## Geographische Lage
Das Elberberger Türmchen steht im Naturpark Habichtswald am Südostrand des Oberdorfs von Elbenberg, dem früheren Elberberg, etwa 40 m östlich des Turmwegs, bzw. 200 m östlich der Kreisstraße 111 (Bergstraße) von Elbenberg nach Riede.
Das Schloss Elberberg, zu dessen Wirtschaftsgebäuden der Turm einst zählte, liegt etwa 400 m nordwestlich (es ist in Privatbesitz und nicht öffentlich zugänglich).

## Der Bau
Der rund 13 m hohe, massiv gemauerte und heute verputzte Rundturm hat 5,2 m Durchmesser und ist von einem Kegeldach bedeckt. Eine Spitzbogentür im Erdgeschoss führt ins Innere, Spitzbogenfenster mit verschließbaren Holzläden in allen drei Etagen lassen das Tageslicht in den Bau. Vom Erdgeschoss führt eine Steintreppe mit 23 Stufen zur 3,75 m höher liegenden Aussichtsebene im 1. Obergeschoss. Dieser Raum ist mit Holzdielen ausgelegt, beherbergt einen offenen Kamin und verfügt über vier Fenster, durch die man gut die Umgebung beobachten kann. Der darüber liegende Raum ist nicht öffentlich zugänglich.

## Geschichte
Der Gutsbesitzer, Politiker und bekannte Forstwirt Rudolph von Buttlar, der ab 1834 neben der alten Burg seiner Ahnen das klassizistische Schloss Elberberg nach seinen Plänen bauen ließ, ließ 1825 ein sogenanntes „Thurmhäuschen“ oberhalb von Elberberg errichten. Es diente zunächst dem Wächter der dort gelegenen Kirschbaumplantage als Unterkunft. Buttlars Enkel Hugo von Buttlar (* 1887) brachte später einen Teil seiner umfangreichen Waffensammlung im Turm unter.

## Heutige Nutzung
Der Turm mit dem umliegenden Gelände wurde 1987 von der Stadt Naumburg auf 35 Jahre gepachtet und renoviert. Er ist der Öffentlichkeit seit 1988 als Aussichtsturm zumindest im Sommerhalbjahr frei zugänglich. Er bietet einen guten Blick auf Elberberg und das Tal der Elbe.